# سامسونج جالكسي إس 25
سامسونج جالكسي إس 25 هو سلسلة من الهواتف الذكية رفيعة المستوى التي تعمل بنظام أندرويد، تم تطويرها وتصنيعها وتسويقها من قبل شركة سامسونج للإلكترونيات كجزء من سلسلة جالكسي إس. وتعد هذه السلسلة خلفًا لسلسلة سامسونج جالكسي إس 24. تم الإعلان عن موديلات إس 25 و إس 25 بلس و إس 25 ألترا في 22 يناير 2025 خلال حدث جالكسي أنباكد في سان خوسيه، كاليفورنيا، ومن المتوقع أن يتم إصدارها في 7 فبراير 2025. بالإضافة إلى ذلك، تم التلميح إلى وجود هاتف يُسمى جالكسي إس 25 إيدج، لكن لم تُكشف تفاصيل إضافية عن الهاتف حتى الآن.

## السلسلة
تتضمن سلسلة سامسونج جالكسي إس 25 أربع موديلات مختلفة من الهواتف، وهي سامسونج جالكسي إس 25، سامسونج جالكسي إس 25 بلس، سامسونج جالكسي إس 25 ألترا، وسامسونج جالكسي إس 25 إيدج. على الرغم من عدم توفر الكثير من المعلومات عن جالكسي إس 25 إيدج (حيث قامت سامسونج بالكشف عنه بشكل مبدئي على المسرح فقط)، إلا أنه ما نعرفه هو أن جالكسي إس 25 إيدج هو نسخة أنحف من جالكسي إس 25 العادي، ويعد إضافة جديدة إلى سلسلة هواتف جالكسي إس، ويُعتبر عودة لسلسلة جالكسي إس إيدج التي توقفت منذ هاتف سامسونج جالكسي إس 7 إيدج في 2016.
يشارك كل من جالكسي إس 25 وجالكسي إس 25 بلس نفس حجم الشاشة مثل سابقيهما، في حين أن جالكسي إس 25 ألترا يحتوي على شاشة أكبر قليلاً. يتميز جالكسي إس 25 بشاشة مسطحة بقياس 6.2 بوصة (155 مم). أما جالكسي إس 25 بلس فيمتلك نفس المواصفات مع شاشة أكبر بحجم 6.7 بوصة (168 مم). أما جالكسي إس 25 ألترا فهو أكبر قليلاً من سابقيه، حيث يأتي بشاشة بقياس 6.9 بوصة (175 مم). كما أن جالكسي إس 25 ألترا يحتوي على حواف أنعم، مما يجعله يتماشى بشكل أكبر مع بقية سلسلة جالكسي إس من الهواتف الذكية. مجموعة هواتف جالكسي إس 25 تعمل بمعالج سناب دراجون 8 إيليت، الذي، على عكس الأجيال السابقة من سلسلة جالكسي إس، سيتم استخدامه في جميع هواتف جالكسي إس 25 حول العالم.

## التصميم

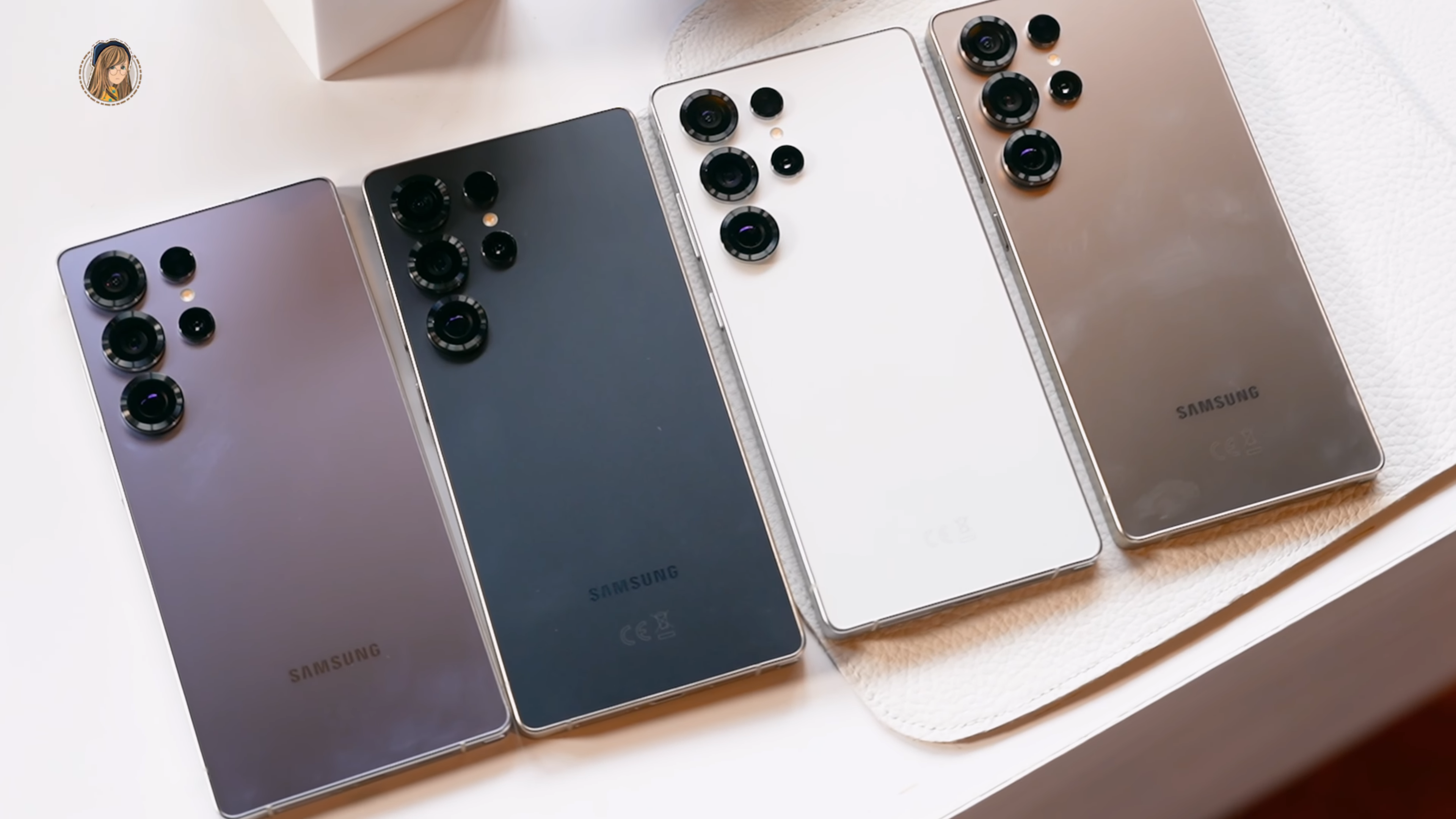
ألوان جالكسي إس 25 ألترا : التيتانيوم الفضي الأزرق، الأسود، الأبيض الفضي، والرمادي.

يتميز هاتف جالكسي إس 25 وجالكسي إس 25 بلس بهيكل مصنوع من الألمنيوم وظهر زجاجي، بتصميم مشابه لسابقيهما. كلاهما مزود بزجاج غوريلا 2 للحماية. يتوفر الجهازان بأربعة ألوان أساسية الأزرق الجليدي، الأخضر النعناعي، الكحلي، والفضي الظل، بالإضافة إلى ثلاثة ألوان حصرية عبر موقع سامسونج، الوردي الذهبي، الأحمر المرجاني، والأزرق الأسود.
أما جالكسي إس 25 ألترا، فيأتي بهيكل مصنوع من التيتانيوم وظهر زجاجي، مشابهًا لجالكسي إس 24 ألترا، لكنه يتميز بحواف دائرية أكثر مقارنةً بزوايا إس 24 ألترا الحادة. يتوفر الهاتف بأربعة ألوان أساسية التيتانيوم الفضي الأزرق، التيتانيوم الأسود، التيتانيوم الأبيض الفضي، والتيتانيوم الرمادي، بالإضافة إلى ثلاثة ألوان حصرية عبر موقع سامسونج، التيتانيوم الأخضر اليشمي، التيتانيوم الأسود النفاث، والتيتانيوم الوردي الذهبي.
|                              | جالكسي إس 25 و إس 25 بلس                                 | جالكسي إس 25 ألترا                                                                           |
| ---------------------------- | -------------------------------------------------------- | -------------------------------------------------------------------------------------------- |
| ألوان أساسية                 | - الأزرق الجليدي - النعناعي - الأزرق البحري - الفضي الظل | - التيتانيوم الأسود - التيتانيوم الرمادي - التيتانيوم الأبيض الفضي - التيتانيوم الفضي الأزرق |
| ألوان حصرية عبر موقع سامسونج | - الوردي الذهبي - الأحمر المرجاني - الأزرق الأسود        | - التيتانيوم الأخضر اليشمي - التيتانيوم الأسود النفاث - التيتانيوم الوردي الذهبي             |

## المواصفات

### الشاشة
| موديل       | حجم الشاشة         | الدقة     | كثافة البكسل | نسبة العرض إلى الارتفاع | أقصى معدل تحديث | معدل التحديث المتغير | الشكل                    |
| ----------- | ------------------ | --------- | ------------ | ----------------------- | --------------- | -------------------- | ------------------------ |
| إس 25       | 6.2 بوصة (157 مـم) | 2340x1080 | ~416 ppi     | 19.5:9                  | 120 هرتز        | من 1 إلى 120 هرتز    | زوايا مدورة، جوانب مسطحة |
| إس 25 بلس   | 6.7 بوصة (170 مـم) | 3120×1440 | ~513 ppi     | 19.5:9                  | 120 هرتز        | من 1 إلى 120 هرتز    | زوايا مدورة، جوانب مسطحة |
| إس 25 ألترا | 6.9 بوصة (175 مـم) | 3120×1440 | ~505 ppi     | 19.5:9                  | 120 هرتز        | من 1 إلى 120 هرتز    | زوايا مدورة، جوانب مسطحة |

### الكاميرا

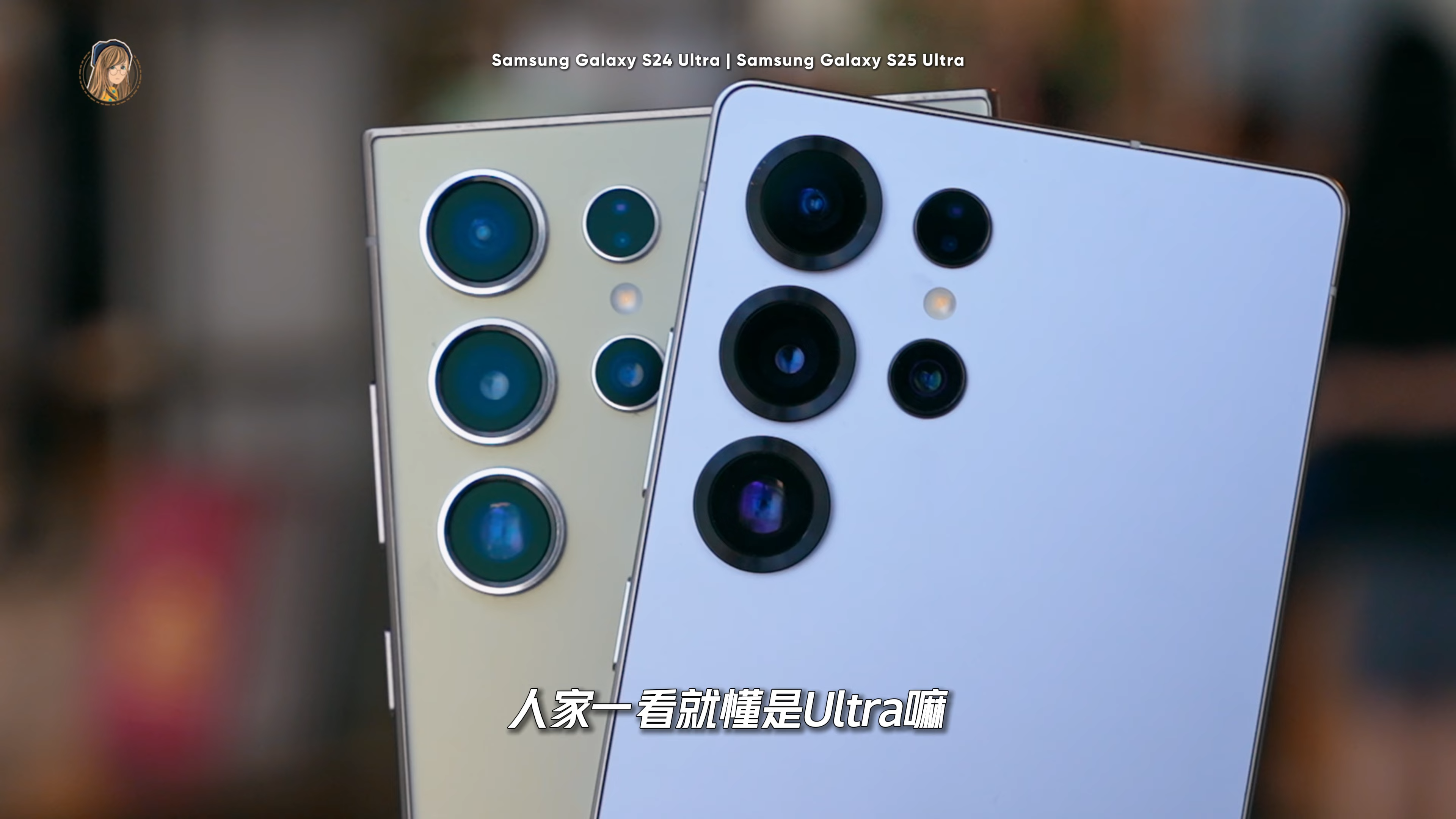
لقطة قريبة من نظام كاميرا إس 25، مقارنة بسابقه

جالكسي إس 25 و إس 25 بلس يحتويان على مستشعر واسع بدقة 50 ميجابكسل، وعدسة مقربة 3x بدقة 10 ميجابكسل، ومستشعر فوق واسع بدقة 12 ميجابكسل.
من ناحية أخرى، يحتوي إس 25 ألترا على مستشعر واسع بدقة 200 ميجابكسل، وعدسة منظار مقرب 5x بدقة 50 ميجابكسل، وعدسة مقربة 3x بدقة 10 ميجابكسل، ومستشعر فوق واسع بدقة 50 ميجابكسل.
جميع الموديلات الثلاثة من الهواتف تحتوي على كاميرا أمامية بدقة 12 ميجابكسل (المعروفة أيضًا بكاميرا السيلفي).
|            | جالكسي إس 25 و إس 25 بلس                                                                              | جالكسي إس 25 ألترا |
| ---------- | --- | --- |
| واسع       | 50 ميجابكسل، f/1.8، 24 مم، 1/1.56"، التركيز التلقائي ثنائي البكسل، تثبيت الصورة البصري                | 200 MP, f/1.7, 24 mm, 1/1.3", multi-directional PDAF, OIS                                                                |
| فوق واسع   | 12 ميجابكسل، f/2.2، 13 مم، 1/2.55"، التركيز التلقائي ثنائي البكسل، فيديو ثابت للغاية                  | 50 ميجابكسل، f/1.9، 120˚، التركيز التلقائي ثنائي البكسل، HDR10+                                                          |
| مقربة      | 10 ميجابكسل، f/2.4، 67 مم، 1/3.94"، التركيز التلقائي ثنائي البكسل، تثبيت الصورة البصري، تكبير بصري 3× | 10 ميجابكسل، f/2.4، 67 مم، 1/3.52"، التركيز التلقائي ثنائي البكسل، تثبيت الصورة البصري، تكبير بصري 5×                    |
| منظار مقرب | – | 50 ميجابكسل، f/3.4، 111 مم، 1/2.52"، التركيز التلقائي ثنائي البيكسل، تثبيت الصورة البصري، منظار بصري 5×، تكبير رقمي x100 |
| الأمامية   | 12 ميجابكسل، 26 مم، f/2.2، التركيز التلقائي ثنائي البكسل                                              | 12 ميجابكسل، 26 مم، f/2.2، التركيز التلقائي ثنائي البكسل                                                                 |

### البطاريات
لم تحدث أي تحسينات في سعة البطارية مقارنة بسابقيه من موديل إس 24.
|                                                  | جالكسي إس 25  | جالكسي إس 25 بلس | جالكسي إس 25 ألترا |
| ------------------------------------------------ | ------------- | ---------------- | ------------------ |
| سعة البطارية                                     | 4,000 mAh     | 4,900 mAh        | 5,000 mAh          |
| سرعة الشحن السلكي                                | 25W           | 45W              | 45W                |
| سرعة الشحن اللاسلكي (يدعم الشحن اللاسلكي العكسي) | 15W           | 15W              | 15W                |
| المراجع                                          | [ 14 ] [ 15 ] | [ 14 ] [ 15 ]    | [ 14 ] [ 15 ]      |

### الذاكرة والتخزين
على عكس الأجيال السابقة، تم إطلاق جميع هواتف سامسونج جالكسي إس 25 بذاكرة 12 جيجابايت. بينما لا يمكنك تخصيص حجم الذاكرة في إس 25، كما كان في الأجيال السابقة من سلسلة جالكسي إس، أيضًا يمكنك تخصيص سعة التخزين.
| الموديلات | جالكسي إس 25                | جالكسي إس 25                | جالكسي إس 25 بلس            | جالكسي إس 25 بلس            | جالكسي إس 25 ألترا          | جالكسي إس 25 ألترا          |
| الموديلات | الذاكرة                     | التخزين                     | الذاكرة                     | التخزين                     | الذاكرة                     | التخزين                     |
| --------- | --------------------------- | --------------------------- | --------------------------- | --------------------------- | --------------------------- | --------------------------- |
| الطراز 1  | 12 GB                       | 128 GB                      | 12 GB                       | -                           | 12 GB                       | -                           |
| الطراز 2  | 12 GB                       | 256 GB                      | 12 GB                       | 256 GB                      | 12 GB                       | 256 GB                      |
| الطراز 3  | 12 GB                       | 512 GB                      | 12 GB                       | 512 GB                      | 12 GB                       | 512 GB                      |
| الطراز 4  | 12 GB                       | -                           | 12 GB                       | -                           | 12 GB                       | 1 TB                        |
| المراجع   | [ 17 ] [ 18 ] [ 16 ] [ 19 ] | [ 17 ] [ 18 ] [ 16 ] [ 19 ] | [ 17 ] [ 18 ] [ 16 ] [ 19 ] | [ 17 ] [ 18 ] [ 16 ] [ 19 ] | [ 17 ] [ 18 ] [ 16 ] [ 19 ] | [ 17 ] [ 18 ] [ 16 ] [ 19 ] |

### نظام التشغيل
تم إطلاق هواتف جالكسي إس 25 بنظام أندرويد 15 وواجهة سامسونج ون يو آي 7. وقد وعدت سامسونج بتوفير 7 سنوات من التحديثات لنظام التشغيل والأمان لسلسلة هواتف جالكسي إس 25 (مما يعني أن الدعم قد ينتهي في عام 2032).
تأتي الأجهزة أيضًا مع مزايا Galaxy AI، وهي ميزات الذكاء الاصطناعي المتقدمة من سامسونج لأجهزة جالكسي. هذا العام، وبما أن Galaxy AI هي تقنية حديثة نسبيًا، فقد حصلت على تحديثات جديدة مع سلسلة جالكسي إس 25.

## المعرض

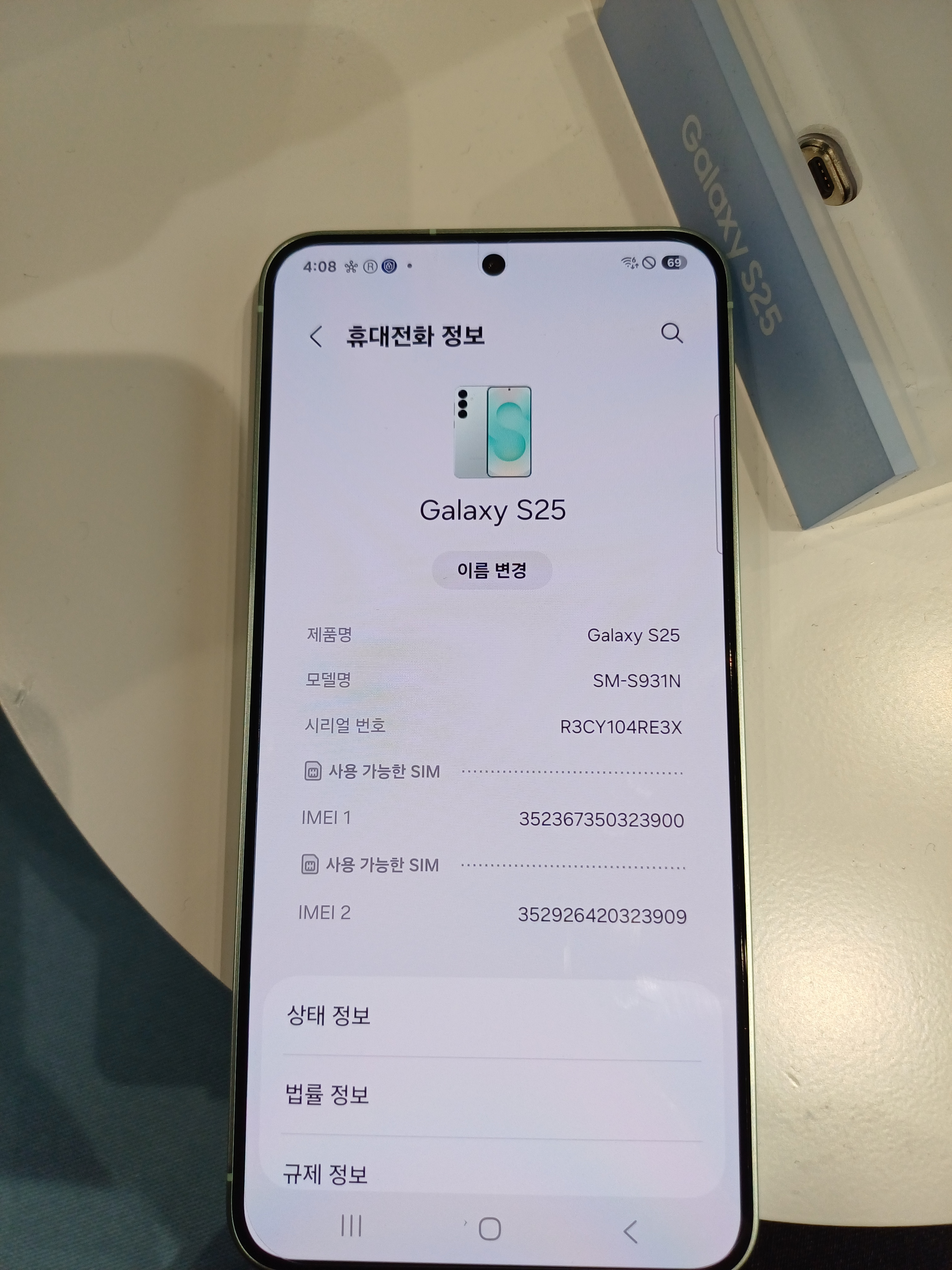
إس 25
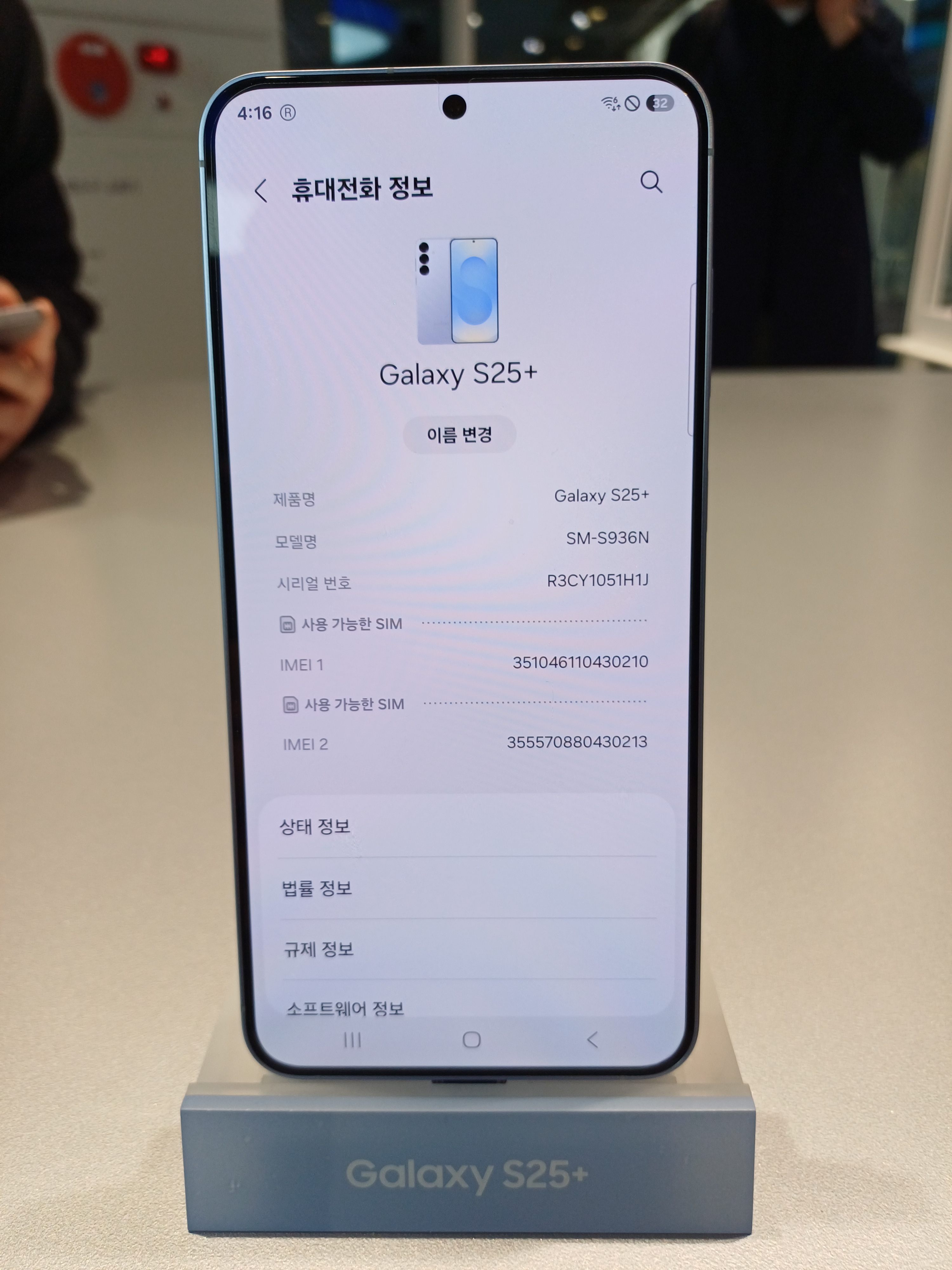
إس 25 بلس
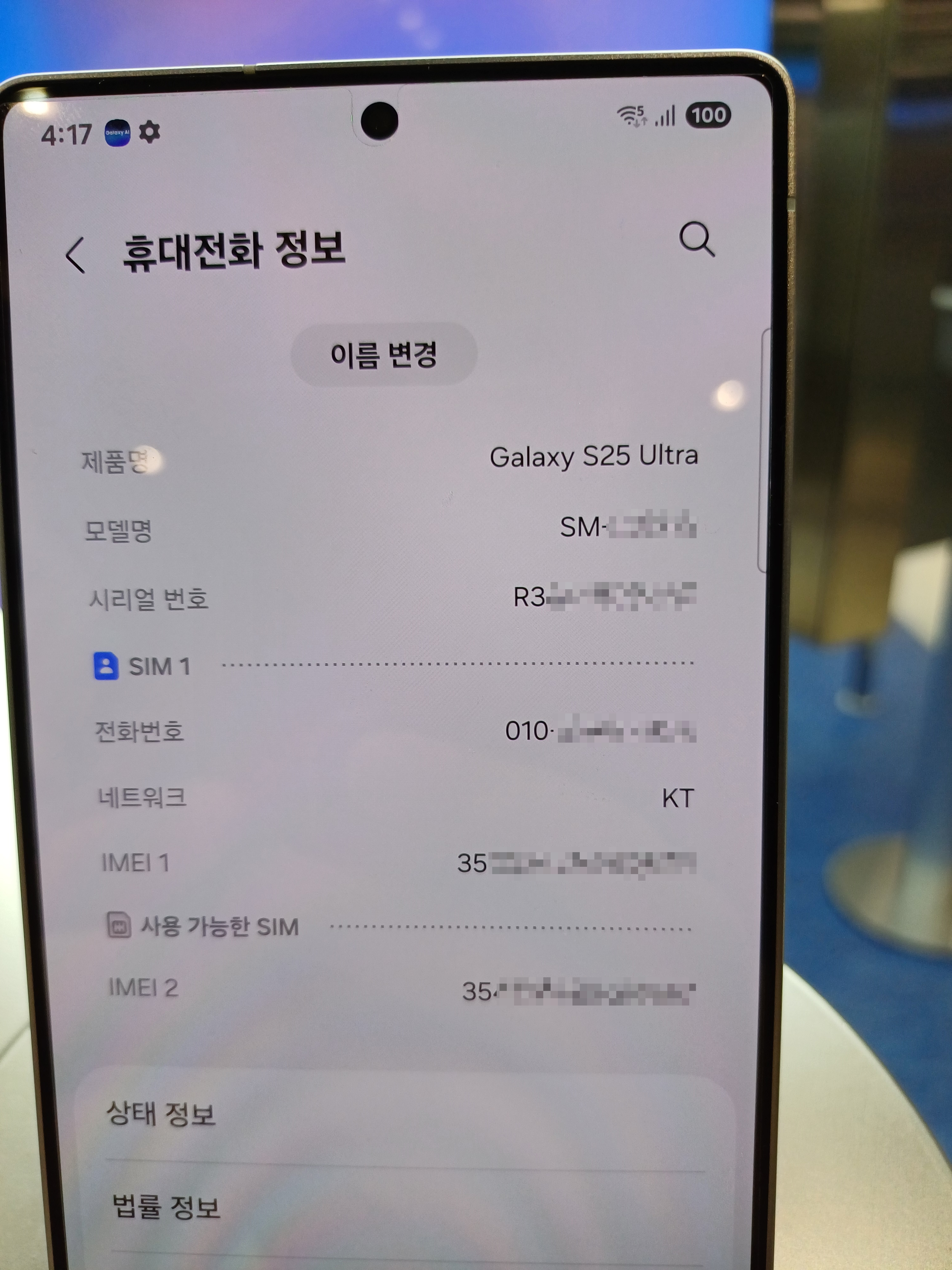
إس 25 ألترا